# جيوفاني روسي
جيوفاني روسي (بالإنجليزية: Giovanni Rossi)‏ مواليد 07 مايو 1926 في فرنسا - الوفاة 17 سبتمبر 1983 في سويسرا، كان دراج سويسري في صنف سباق الدراجات على الطريق. سبق أن شارك في دورة الألعاب الأولمبية الصيفية.

## سجل النتائج

### سباقات أو مراحل فاز بها
- طواف فرنسا
- طواف سويسرا

## روابط خارجية
- جيوفاني روسي على موقع أرشيف الدراجات (الإنجليزية)
- جيوفاني روسي على موقع إحصائيات الدراجات الإحترافية (الإنجليزية)
- جيوفاني روسي على موقع MTB Data (الإنجليزية)
- جيوفاني روسي على موقع أوليمبيديا (الإنجليزية)